# Mary Jackson
Mary Jackson (Nhũ danh Winston; 9 tháng 4 năm 1921 – 11 tháng 2 năm 2005) là một nhà toán học nữ và kỹ sư hàng không vũ trụ người Hoa Kỳ. Bà được Cơ quan Hàng không và Vũ trụ Hoa Kỳ (NASA) bổ nhiệm vào làm tại Ủy ban Cố vấn Hàng không Quốc gia Hoa Kỳ vào năm 1958. Phần lớn sự nghiệp, bà làm việc tại Trung tâm Nghiên cứu Langley ở Hampton, Virginia. Mary Jackson bắt đầu công việc tính toán tại Khu vực Tính toán phía Tây tách biệt trong thời kỳ phân biệt chủng tộc vào năm 1951. Bà theo học các lớp kỹ sư nâng cao và vào năm 1958, trở thành nữ kỹ sư da đen đầu tiên của NASA.
Sau 34 năm làm việc tại NASA, Mary Jackson đã giành được danh hiệu kỹ sư cao cấp nhất của cơ quan. Bà nhận ra rằng mình không thể thăng tiến hơn nữa nếu không trở thành giám sát viên và chấp nhận bị cách chức để trở thành giám sát của Chương trình Phụ nữ Liên bang, trong Văn phòng NASA về các Chương trình Cơ hội Bình đẳng và Hành động Khẳng định. Với vai trò này, bà đã làm việc để tác động đến việc tuyển dụng và thăng tiến của những người phụ nữ trong sự nghiệp khoa học, kỹ thuật và toán học của NASA.
Câu chuyện của bà được phi hình tượng hóa trong tác phẩm văn học Hidden Figures. Hình ảnh của bà cũng được khắc họa trong bộ phim chuyển thể Hidden Figures ra mắt cùng năm. Năm 2019, bà được Quốc hội Hoa Kỳ trao danh hiệu Huy chương vàng. Năm 2021, trụ sở chính của NASA ở Washington được đổi tên thành Trụ sở NASA Mary W. Jackson với một buổi lễ được tổ chức cho việc này.